# غينيفيف شميت
غينيفيف شميت هي ممثلة كندية، ولدت في 19 أكتوبر 1978 في كيبك في كندا.

## وصلات خارجية
- غينيفيف شميت على موقع IMDb (الإنجليزية)
- غينيفيف شميت على موقع قاعدة بيانات الفيلم (الإنجليزية)